# Alberto Leopoldo Fajardo Klappenbach
Alberto Leopoldo Fajardo Klappenbach (* 19. Oktober 1956 in Montevideo) ist ein uruguayischer Diplomat, der ab 25. Juni 2018 Botschafter in Santiago de Chile war.

## Werdegang
Von 1973 bis 1977 studierte er Bachelor der Politikwissenschaft an der Rice University (Houston, Texas, USA)
Von 1978 bis 1981 studierte er Rechtswissenschaft und Sozialwissenschaft an der Universidad de la República, wo er zum Doktor der Diplomatie promoviert wurde.
Von 1983 bis 1986 durchlief er einen Masterstudiengang der Wirtschaftswissenschaft an der London School of Economics and Political Science.
1978 trat er in den auswärtigen Dienst und wurde Gesandtschaftssekretär dritter Klasse.
Von 1982 bis 1986 war er Gesandtschaftssekretär erster Klasse in London und war Vertreter bei der Internationale Seeschifffahrts-Organisation.
Von 1986 bis 1988 leitete er die Abteilung Naher Osten.
Von 1989 bis 1991 leitete er die Abteilung Multilateralität und war Vertreter beim Instituto Antártico Uruguayo.
Von 1991 bis 1996 hatte er Exequatur als Generalkonsul in Los Angeles, Kalifornien.
Von 1998 bis 2001 leitete er die Abteilung Außenhandelsplanung, Exportförderung und nahm an Konferenzen Lissabon, Paris, Valencia und Chicago teil.
Von 2001 bis 2006 war er Botschafter in Moskau und war zeitgleich in Jerewan (Armenien), Kiew (Ukraine) und Astana (Kasachstan) akkreditiert.
Von 2006 bis 2008 leitete er die Abteilung Wirtschaftliche Integration. Zu seinen Aufgaben gehörte die Außenbeziehungen des Mercosur, beispielsweise er verhandelte den Tratado de Libre Comercio entre el Estado de Israel y el MERCOSUR (Freihandelsabkommen Mercosur Israel), das vom 20. bis 23. November 2006 in Jerusalem unterzeichnet wurde.
Von 2008 bis 2013 war er Botschafter in Canberra und war zeitgleich in Wellington (Neuseeland) und Dili (Osttimor) akkreditiert.
2014 leitete er die Abteilung Multilateralität. Von 2015 bis 2017 leitete er die Abteilung  Asien, Afrika und Ozeanien und war Vertreter des Außenministeriums am Instituto Antártico Uruguayo. Am 18. Dezember 2017 ernannte ihn Tabaré Vázquez zum Botschafter in Caracas. Die Abstimmung über diese Ernennung kam nie auf die Tagesordnung der Cámara de Senadores. Am 3. Juli 2018 stimmten die Senatoren einer Ernennung vom 25. Juni 2018 zum Botschafter in Santiago de Chile zu.